# Селенид магния
Селени́д ма́гния (селе́нистый ма́гний, химическая формула — MgSe) — неорганическая бинарная соль магния и селена.
При стандартных условиях, селенид магния — это светло-серые кристаллы, взаимодействующие с водой.

## Физические свойства
Селенид магния образует светло-серые кристаллы кубической сингонии, пространственная группа F m3m, параметры ячейки a = 0,5452 нм, Z = 4.

## Получение
- Нагревание чистых веществ — магния и селена:

{\displaystyle {\mathsf {Mg+Se\ {\xrightarrow {750^{o}C}}\ MgSe}}}